# 盜速飛車
是一部2017年法國和美國合拍的動作驚悚片，由安東尼奧·納格雷執導，麥可·布蘭特和戴瑞克·哈斯撰寫劇本。電影主演包括史考特·伊斯威特、佛萊迪·索普、安娜·德哈瑪斯和蓋亞·維斯。
本片2016年1月4日在巴黎與馬賽開始進行主體攝影；2017年8月16日法國上映。

## 劇情
故事敘述福斯特兄弟檔安德魯及加勒特是一對擅長偷車的絕佳拍檔，但當他們在偷取高檔名車時，卻意外惹上兇惡的法國黑幫大老。被黑幫逮到的福斯特兄弟檔為了保命而打算幫他從麥斯·克蘭普的手上偷走價值上百億的古董復古超跑。為了能在為期的一星期內完成任務，兩人招募了各方好手組成神偷聯盟，以完成這件驚險的偷天任務。

## 演員
- 史考特·伊斯威特飾演安德魯·福斯特（Andrew Foster）[3]
- 佛萊迪·索普飾演加勒特·福斯特（Garrett Foster）[4]
- 安娜·德哈瑪斯飾演史蒂芬妮（Stephenie）[5]
- 蓋亞·維斯（英语：Gaia Weiss）飾演黛文（Devin）[6]
- 克雷蒙斯·施伊克（英语：Clemens Schick）飾演麥斯·克蘭普（Max Klemp）
- 約書亞·菲圖西飾演里昂（Leon）
- 卡里斯（英语：Kaaris）飾演法蘭克（Frank）
- 賽門·阿布卡瑞安（英语：Simon Abkarian）飾演雅科莫·摩瑞爾（Jacomo Morier）

## 製作
2011年5月12日，宣布，皮耶·莫瑞爾將監製驚悚片《盜速飛車》，安東尼奧·納格雷將根據麥可·布蘭特和戴瑞克·哈斯所撰寫的劇本執導電影。電影由Sentient Pictures製作。2015年9月1日，克里斯多夫·塔芬將在《盜速飛車》中擔任監製。2015年11月，製片商Kinology將電影的國際發行權賣給了不同的買家。在製作過程中有許多演員都曾被看上參演，包括亞歷克斯·帕蒂弗、馬修·古德、蓋瑞特·荷德倫、傑米·貝爾、卡爾·厄本、班·巴恩斯、艾蜜莉·克拉克和山姆·克拉弗林。
2016年1月4日，主體攝影在巴黎與馬賽開拍，由史考特·伊斯威特、佛萊迪·索普和安娜·德哈瑪斯主演。

## 外部連結
- 互联网电影数据库（IMDb）上《盜速飛車》的资料（英文）